# Érick Aguirre
Artikeln följer den spanska namnseden; faderns efternamn är Aguirre och moderns efternamn Tafolla.
Érick Germain Aguirre Tafolla, född 23 februari 1997 i Uruapan, är en mexikansk fotbollsspelare som spelar för Monterrey.
Han blev olympisk bronsmedaljör i fotboll vid sommarspelen 2020 i Tokyo.